# Грибоєдов (село)
Грибоєдов (вірм. Գրիբոյեդով) — село в марзі Армавір, на заході Вірменії. Село розташоване за 7 км на південний захід від міста Вагаршапат, за 3 км на південний схід від села Хоронк та за 2 км на північний захід від села Акнашен. Село отримало свою назву на честь російського письменника Олександра Сергійовича Грибоєдова.